# Сушёное манго

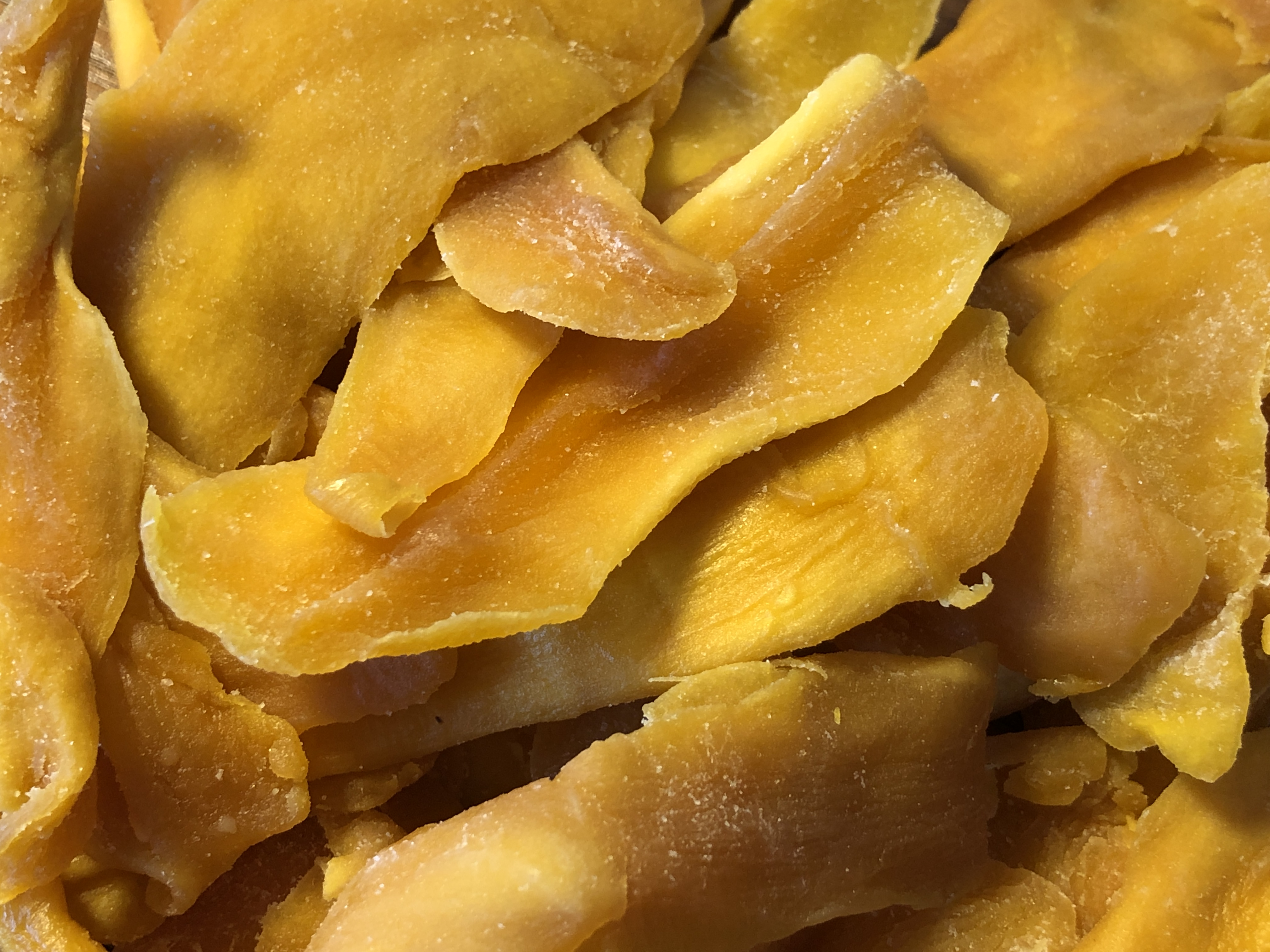
Сушёное манго

Сушёное манго  — сухофрукт, произведённый из высушенных плодов манго (Mangifera indica) и используемый, как правило, в качестве закуски. Основными поставщиками сушёного манго на мировой рынок являются страны Африки, Южной и Юго-Восточной Азии.
Сушка манго — простой и эффективный метод сохранения свежих плодов, который решает проблемы их сохранности на длительный срок. В тропических и субтропических странах солнечная энергия часто является наиболее очевидным и доступным способом сушки плодов манго. Для производства 1 кг сухофруктов требуется от 12 до 15 кг свежего манго, хотя по некоторым оценкам коэффициент конверсии приближается к 10%.

## Классификация и промышленное использование сушёного манго
С коммерческой точки зрения сушёное манго разделяют на три основных типа:
1. Подслащенные сушеные манго. Это могут быть ломтики, куски, нарезанные кубиками кусочки или гранулы, которые изготавливаются путем замачивания кусочков манго в воде с сахаром (сиропе) в течение некоторого времени. После сушки остаточное содержание влаги составляет около 10%. Кусочки остаются довольно мягкими, но теряют большую часть своего вкуса, поскольку они сильно обогащены сахаром. Основными странами-производителями и экспортерами являются Таиланд и Филиппины, а используемые манго представляют собой различные азиатские сорта, такие как Nam Dock, Sindhri, Chausa и т. д.
2. Натуральные сушеные (воздушно-высушенные) манго – производятся без добавления сахара. Этот тип является самым популярным форматом в Европе. Воздушно-высушенные манго часто производятся с добавлением сульфитов. Сульфиты используются в качестве консерванта для продления срока годности и сохранения интенсивного ярко-желтого цвета.
3. Сублимированные манго – получаются путем замораживания плодов манго при очень низких температурах, обезвоживания кусочков манго и создания очень хрустящего продукта с характерным вкусом. Это более нишевая категория, которая больше представлена в США и в основном поставляется из Китая. Сублимированные манго дороже в производстве.

Сушеные манго используются дома (например, в качестве закуски или ингредиента для приготовления блюд), вне дома (например, в гостиницах, ресторанах и других местах) и в пищевой промышленности (например, в хлебобулочных и кондитерских изделиях или в смесях для завтрака). Сушеные манго для перекуса обычно продаются в пластиковых пакетах или мешочках, и их едят как здоровую замену конфетам, шоколаду или чипсам. Этот рынок все еще развивается, поскольку привычка есть сушеные манго в качестве перекуса все еще относительно невелика в Европе. Кроме того, сушеные манго относительно дороги по сравнению с другими сухофруктами.

## Технология производства

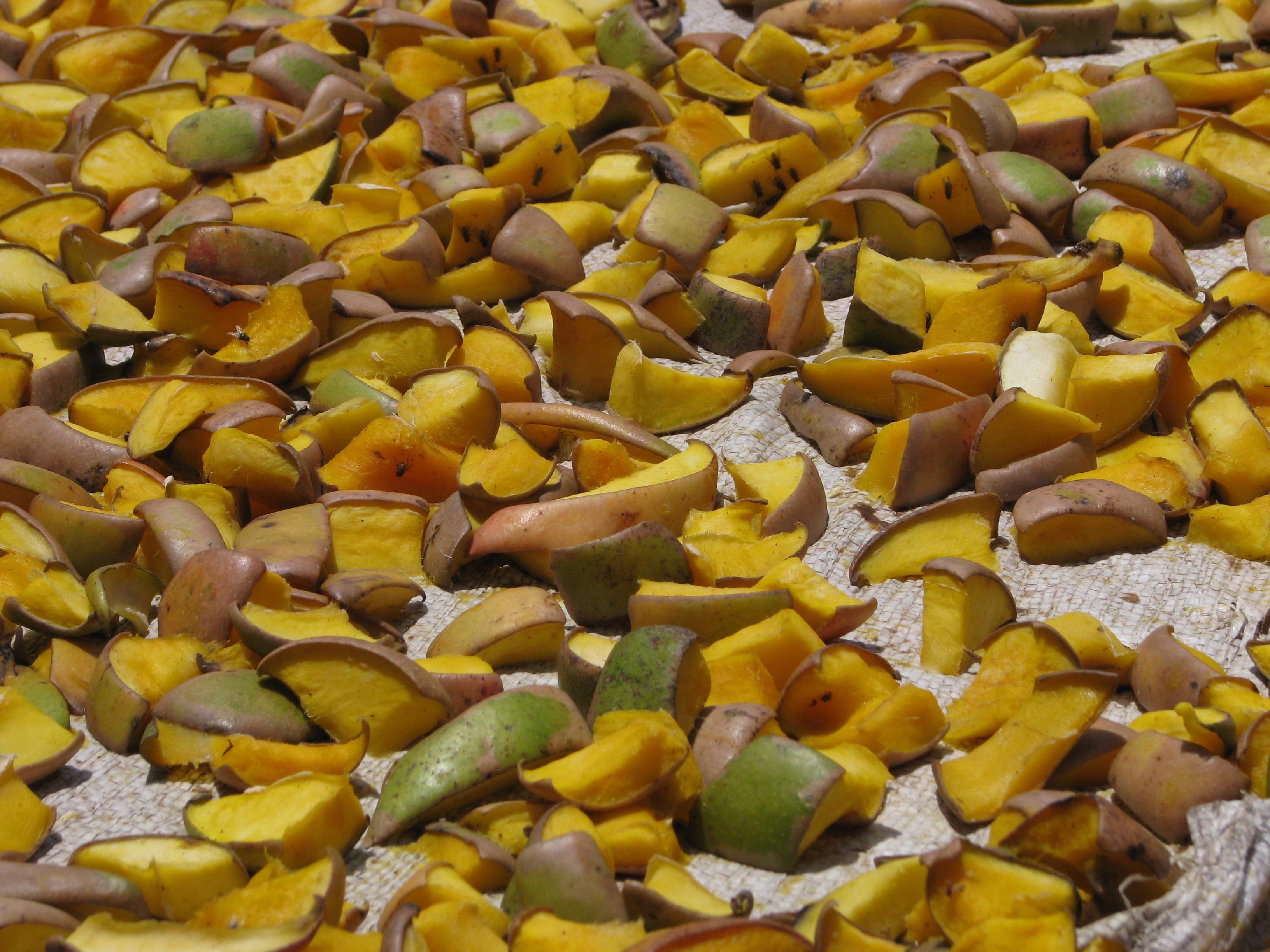
Сушка кусочков манго на солнце в Индии

Процесс производства сушёного манго начинается с тщательного выбора спелых и ароматных манго, в идеале, на пике зрелости, чтобы получить наилучший вкус и сладость. После того, как манго выбраны, их тщательно моют, чтобы удалить всю грязь и примеси. После мытья манго очищают от кожуры. Этот шаг необходим для обеспечения однородной текстуры и внешнего вида конечного продукта. После очистки манго нарезают тонкими, одинаковыми полосками. Толщина ломтиков может варьироваться в зависимости от желаемого конечного продукта. Чтобы сохранить цвет и вкус манго, их часто обрабатывают раствором, содержащим аскорбиновую или лимонную кислоту, которая действует как натуральный консервант и помогает сохранить яркий оранжевый цвет манго. Кроме того, этот шаг может включать бланширование или пропаривание, чтобы слегка смягчить ломтики манго. Основой процесса производства сушеного манго является стадия сушки. Кусочки манго помещаются в специализированные сушильные машины, такие как воздушные сушилки или дегидраторы. Эти машины медленно удаляют влагу из манго, сохраняя их вкус и пищевую ценность. Процесс сушки может занять от нескольких часов до нескольких дней, в зависимости от конкретного используемого метода и желаемого содержания влаги в конечном продукте. За это время манго теряют содержание воды, сохраняя при этом свои натуральные сахара и витамины. После того, как ломтики манго достигли желаемого уровня влажности, их вынимают из сушильных машин и дают им остыть. Охлаждение помогает предотвратить повторное попадание влаги в фрукт, обеспечивая более длительный срок хранения сушеных манго. Заключительный этап в процессе производства сушеного манго — упаковка. Сушеные ломтики манго тщательно упаковываются в герметичные контейнеры или пакеты, чтобы сохранить их свежесть и вкус. Некоторые производители могут добавлять небольшие пакетики осушителей для поглощения остаточной влаги и сохранения качества продукта.
Для манго обычно используют несколько методов сушки, каждый из которых имеет свои преимущества и недостатки. Выбор метода сушки зависит от таких факторов, как климат, доступные ресурсы и требуемые характеристики конечного продукта. Наиболее часто используемые методы сушки манго включают: сушка на солнце, туннельная дегидратация, вакуумная сушка и осмотическая дегидратация.Сушка на солнце является наиболее распространенной, поскольку она недорогая, но в этом случае продукт может быть подвержен загрязнению грязью, насекомыми, грызунами и микроорганизмами; процесс требует нескольких дней в зависимости от наличия солнечного света, а контроль температуры затруднен. Были разработаны и используются другие, более гигиеничные и столь же экономически эффективные системы, включая механические и солнечные сушилки различных типов.

## Мировой рынок сушёного манго
Объем рынка сушеного манго в 2023 году оценивался в 150 миллионов долларов США, а к 2031 году, как ожидается, достигнет 355 миллионов долларов США. В мировом масштабе тремя крупнейшими экспортерами сушёного манго являются Вьетнам, Индия и Колумбия. Большая часть мирового экспорта сушёного манго приходится на Украину, США и Россию.
По состоянию на 2022 год, по оценкам отрасли, объём потребления сушеного манго в Европе достигло 9000 тонн. При этом, на обычные сушеные манго приходится около 70%, на органические сушеные манго — около 25%, а на подслащенные сушеные манго — оставшиеся 5%. Крупнейшими импортёрами продукта в Европе являются Германия, Великобритания, Франция, Нидерланды, Швейцария и Италия.